# Эоганахты
Эоганахты (др.‑ирл. Eóganachta или Eoghanachta) — ирландская династия с центром в Кашеле, основанная Эоганом Мором, королём Мунстера, первым сыном полумифического короля, III века нашей эры Айлиля Оллума (Айлиля Голое Ухо). Представители династии Эоганахтов доминировали в южной Ирландии с V по XVI века.
Среди потомков Эоганахтов числятся носители таких ирландских фамилий, как Маккарти, О’Салливаны, О’Махони, О’Донохью, О’Мориарти, О’Киф, О’Каллаган.
Среди септов и ветвей Эоганахта и наиболее значительных личностей выделяются:
- Кашелские Эоганахты
  - Федлимид мак Кримтайнн (умер в 847 г.)
  - Кормак мак Куйленнайн (умер в 908 г.)
- Эоганахты из Айне
- Эоганахты из Айртир Хлиах
  - Фергус Раздор (умер в 583 г.)
- Глендамнахские Эоганахты
  - Катал Ку-кен-матайр (умер в 665 или 666 г.)
  - Катал мак Фингуйне (умер в 742)
- Лох-Лейнские Эоганахты[англ.]
  - Аэд Беннан (умер между 619 и 621 гг.)
- Ратлендские Эоганахты
- Уи Лаэгари

Кроме того, к потомкам Айлиля Оллума условно причисляли ещё несколько родов и династий. Скорее всего, их связь с Эоганахтами была сконструирована авторами более поздних генеалогических сочинений.
В X веке династия Дал Кайс стала вытеснять все более разделявшихся Эоганахта. До этого считавшиеся частью племени десси, Дал Кайс стали рассматриваться, как потомки сына Айлиля Оллума — Кормака Касса.
- Дал Кайс
  - Бриан Бору (умер в 1014 г.)
- Уи Фидгенти

Шотландские потомки Эоганахтов именовали себя Эоганахт Майге Гейргинн. Долина Киркин была территорией Ангуса и Меарнов в Шотландии. К этому роду причисляли себя, в частности, шотландский род Леннокс.
- Эоганахт Майге Гейргинн
  - Энгус I Пиктский (умер в 761 г.)